# Hades
Hades (em grego clássico: Ἅιδης ou Άͅδης; romaniz.: Haides ou Hades), na mitologia grega, é o deus do mundo inferior e dos mortos. Equivalente ao deus romano Plutão, que significa o rico e que era também um dos seus epítetos gregos, seu nome era usado frequentemente para designar tanto o deus quanto o reino que governa, nos subterrâneos da Terra. Consta também ser chamado Serápis (deus de obscura origem egípcia).
É considerado um deus da "segunda geração" pelos estudiosos, oriundo que fora de Cronos (Saturno, na teogonia romana) e de Reia, formava com seus cinco irmãos, filhos de Cronos e Reia: suas filhas Héstia, Deméter e Hera, e os seus filhos Posídon e Zeus. Ele é também conhecido por ter raptado a deusa Perséfone (Koré ou Core) filha de Deméter, a quem teria sido fiel e com quem nunca teve filhos. A simbologia desta união põe em comunicação duas das principais forças e recursos naturais: a riqueza do subsolo que fornece os minerais, e faz brotar de seu âmago as sementes — vida e morte.
Hades costuma apresentar um papel secundário na mitologia, pois o fato de ser o governante do Mundo dos Mortos faz com que seu trabalho seja "dividido" entre outras divindades, tais como Tânato, deus da morte, ou as Queres (Ker) — estas últimas retratadas na Ilíada recolhendo avidamente as almas dos guerreiros, enquanto Tânato surge nos mitos da bondosa Alceste ou do astuto Sísifo. Como o senhor implacável e invencível da morte, é Hades o deus mais odiado pelos mortais, como registrou Homero (Ilíada 9.158.159). Platão acentua que o medo de falar o seu nome fazia usarem no lugar eufemismos, como Plutão (Crátilo 403a).
O mito possui pequena influência moderna. Entretanto, foi objetivo de análises pela psicologia e adaptações cinematográficas; dentre essas últimas, a Disney recriou-o em dois momentos distintos, um em 1934 de forma experimental.

## Origem: guerra de titãs

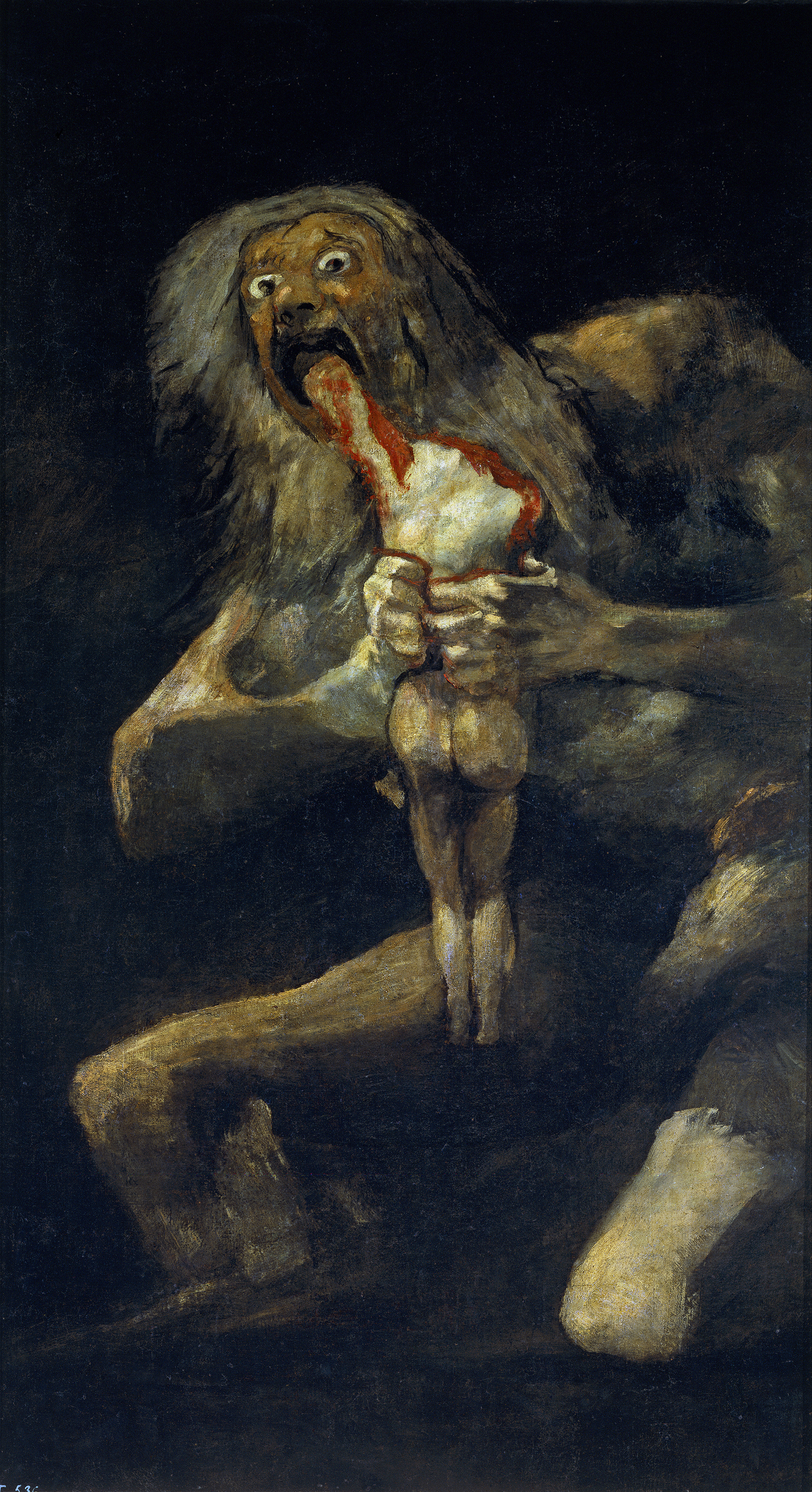
Cronos devora um dos filhos.

Temendo uma profecia que dizia que seria derrotado por um dos filhos, Cronos passou a devorar os filhos tão logo sua mulher, Reia, os tinha. Assim ocorrera a todos os filhos que teve, à exceção de Zeus que, para ser poupado, foi num ardil materno trocado pela mãe por uma pedra.
Segundo Apolodoro (i.1.5) e Hesíodo (Teogonia 453-67) Cronos os devorou na seguinte ordem: primeiro a Héstia, em seguida Deméter e Hera e, mais tarde, a Hades e Posídon.
Crescendo, o jovem deus teve novamente a ajuda materna para auxiliá-lo: Reia fez com que o marido engolisse uma beberagem que o forçou a vomitar os filhos presos dentro de si. Uma vez libertos, os irmãos ficaram solidários a Zeus, no combate contra o pai. Postaram-se, então, no monte Olimpo e, com ajuda dos titãs hecatônquiros, combateram os outros titãs, que se posicionaram no monte Ótris, numa batalha que durou dez anos.
Os titãs solidários aos olímpicos — Briareu, Coto e Giges — deram aos três irmãos suas armas: a Zeus os raios, a Posídon o tridente; a Hades coube um capacete, que o tornava invisível. A derrota de Cronos deu-se com o uso das três armas: Hades, invisível com seu elmo, roubou ao pai suas armas e, enquanto Posídon o distraía com o tridente, Zeus o fulminou com seus raios.
Sendo o mundo dividido em três partes, Zeus procedeu à divisão por sorteio dos reinos entre si e os dois irmãos: para si ficou a Terra e o Céu, a Posídon coube os mares e rios, ao passo que para Hades ficou o domínio sobre o mundo subterrâneo e os seres das sombras.
Mais tarde Hades desposa Perséfone (a Prosérpina dos romanos, também chamada Core ou Kore), filha de sua irmã Deméter (Ceres, para os romanos), e que ao seu lado tornou-se a rainha dos mortos. O casal não teve filhos.

### Hades e Perséfone

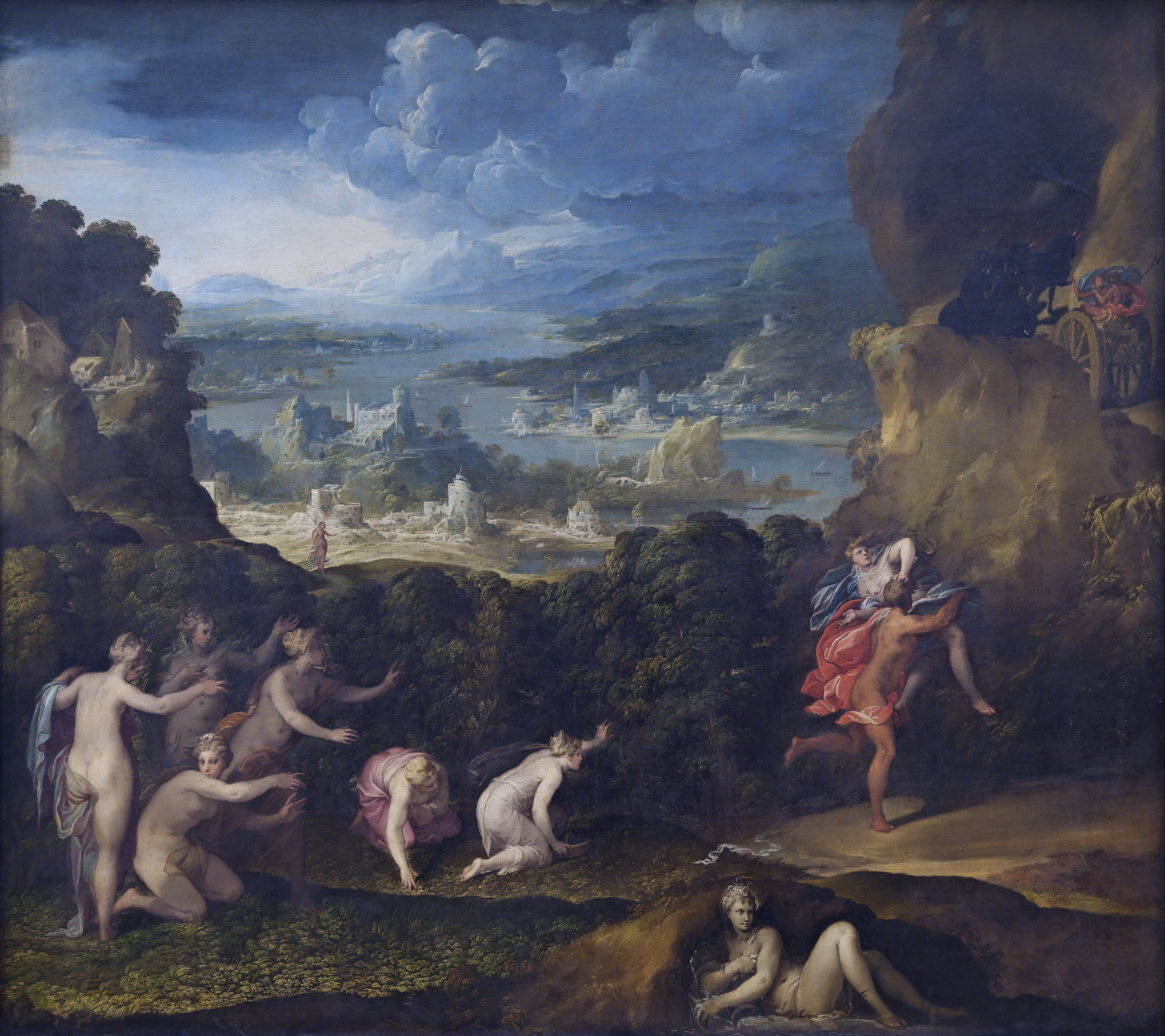
O rapto de Perséfone.

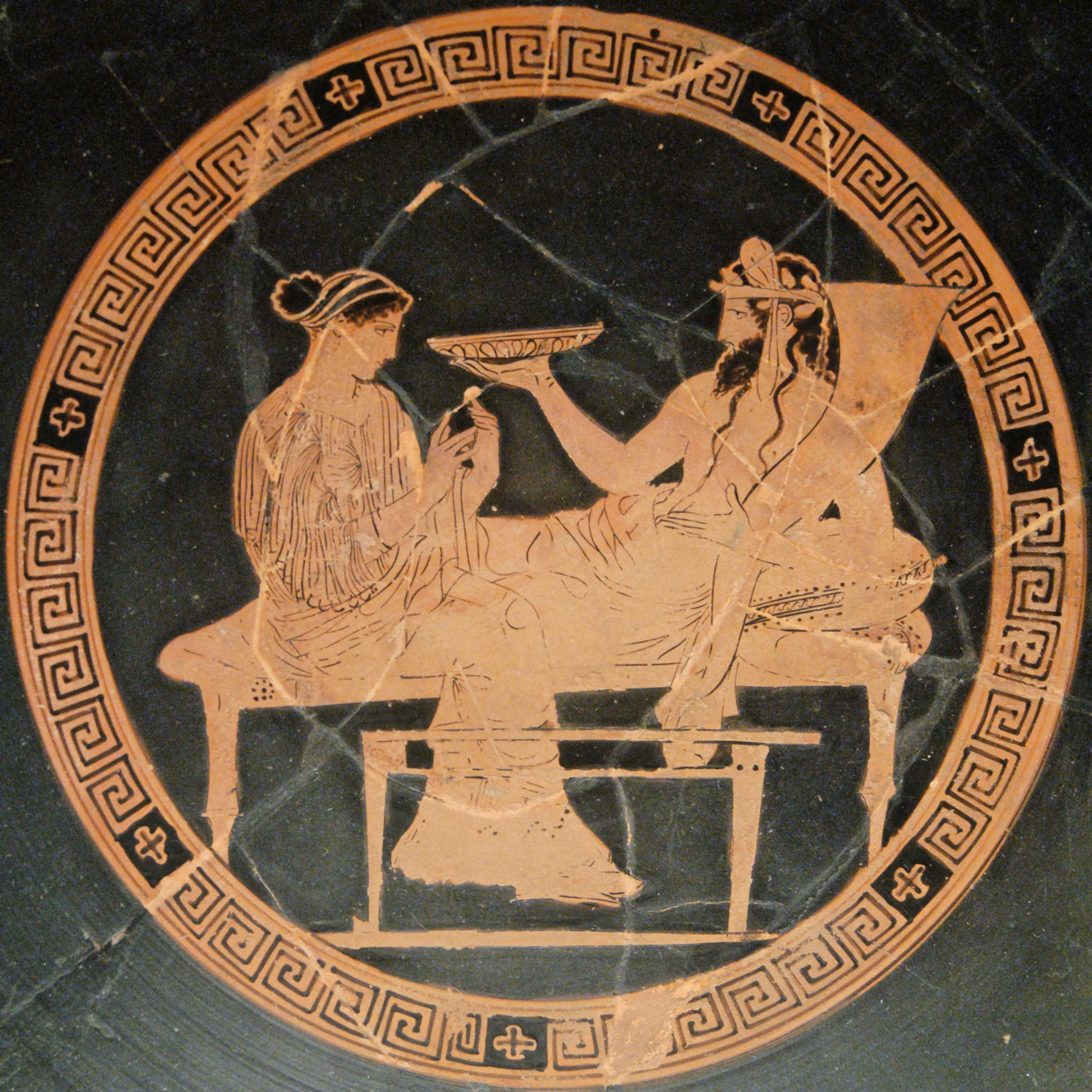
Perséfone e Hades Plutão (com a cornucópia): gravura em fundo vermelho numa cílice, ca. 440–

A união foi narrada por Thomas Bulfinch como decorrente da luta havida entre os deuses e os gigantes Tifão, Briareu, Encélado e outros: após terem sido aprisionados no Etna, os cataclismos provocados por suas lutas pela liberdade fizeram com que Hades temesse que seu mundo fosse exposto ao Sol.
Então, a fim de verificar o que estava se passando, finalmente Hades decide sair de seu reino, montado em seu carro de negros corceis. Estava Afrodite, naquele momento, sentada no monte Érix junto a seu filho Eros (então personificado como Cupido) e desafiou-o a lançar suas flechas no deus solitário quando, por ali, a filha de Deméter transitava no vale de Ena (uma pradaria siciliana), igualmente solteira.
Flechado pelo Amor, Hades rapta a bela sobrinha que, apavorada, clama por socorro à mãe e suas amigas mas, sem ter como reagir,  acaba resignando-se. Hades excita os cavalos a fugirem o mais depressa possível até que chegaram ao rio Cíano, que se recusou a dar-lhe passagem. O deus então feriu-lhe a margem, abrindo a terra e criando uma entrada para o Tártaro.
Outras variantes do mito colocam a sobrinha e amada de Hades às margens do rio Cefiso, em Elêusis, ou aos pés do Monte Cilene, na Arcádia, local em que uma caverna levava aos Infernos; noutras, próxima a Cnossos, em Creta. Também conta-se que Zeus, para ajudar o irmão na captura de Perséfone, enquanto ela colhia flores, postou um narciso (ou um lírio) na beira dum abismo e ela, ao colher a flor, caiu, pois a Terra se abriu, ao aparecer Hades para capturá-la.
Deméter parte numa busca inútil à filha, indo de Eos (a Aurora) até as Hespérides (no poente). Em sua peregrinação salva um menino, a quem incumbe de ensinar a agricultura aos homens. Desesperançada, pára à margem do mesmo rio Cíano onde a filha fora levada. A ninfa que ali habitava fica oculta, temendo represálias do deus dos Infernos, mas deixa fluir sobre as águas a guirlanda que Perséfone derrubara ao ser levada. Ao vê-la a deusa se revolta, culpando a terra por seu sofrimento: a maldição que lança provoca a infertilidade do solo e a morte do gado.
Vendo a desolação provocada pela vingança da deusa, a fonte Aretusa resolveu interceder. Procurando Deméter, conta sua história - de como fora perseguida por Alfeu, no curso do rio de mesmo nome e, ajudada por Artêmis, que lhe abrira um caminho subterrâneo para a fuga até a Sicília, viu então Perséfone sendo levada por Hades — ainda triste, mas já ostentando o semblante de Rainha do Mundo Inferior.
Uma variante narra a história da seguinte forma: após dez dias Deméter foi auxiliada por Hécate, deusa da lua nova, que a levou até Hélio, o Sol; este ter-lhe-ia contado o que ocorrera, acrescentando que o rapto fora consentido por Zeus. Dissera mais: que aceitasse o ocorrido, pois Hades "não era um genro sem valor". Mas a mãe, em seu desespero, recusa o conselho e, magoada com Zeus, abandona o Olimpo e passa então a vagar na terra como uma velha.
A deusa de imediato vai ao Olimpo, onde pleiteia a Zeus fosse a filha restituída. O Senhor dos Deuses consente, impondo contudo a condição de que Perséfone não tivesse, no mundo inferior, ingerido alimento algum — uma condição que faria com que as Parcas vedassem-lhe a saída. Hermes, guia das almas, é enviado como mensageiro junto a Primavera. Hades concorda com o pedido mas, num ardil, oferece a Perséfone uma romã, da qual a jovem chupa alguns grãos, selando assim o seu destino, pois jamais poderia se libertar dos Infernos. (Pierre Grimal, entretanto, adiciona que Zeus obrigara Hades a devolver a filha de Deméter, mas que pelo possível ardil do deus ctônio, ela fora impedida de fazê-lo por ter ingerido uma única semente de romã. Também com relação ao tempo em que passaria com a mãe o autor informa que as fontes divergem: ora seria meio ano, ora um terço.)
Apesar de ter a esposa para sempre presa ao Submundo, o deus das sombras faz um acordo com a sogra, anuindo que Perséfone passasse uma parte do tempo ao seu lado e outra, com a mãe. Deméter concorda com o ajuste, e devolve à terra sua fertilidade.
Os monarcas Hades e Perséfone não apenas governavam as almas dos mortos, mas tinham o papel de juízes da humanidade depois da vida. Nisto eram auxiliados por três heróis que foram, em vida, reconhecidos por seu senso de justiça e sabedoria: Minos, seu irmão Radamanto e Éaco que, numa versão mais tardia, era o responsável pelas portas do mundo inferior.
Philip Wilkinson e Neil Philip dizem ser o tempo que Perséfone passa na terra junto à mãe, fazendo germinar e crescer as plantas, o equivalente à primavera e o verão; em contrapartida, quando volta para Hades, tem-se o inverno - quando a Terra é forçada a sofrer uma morte temporária.

### Raízes do mito

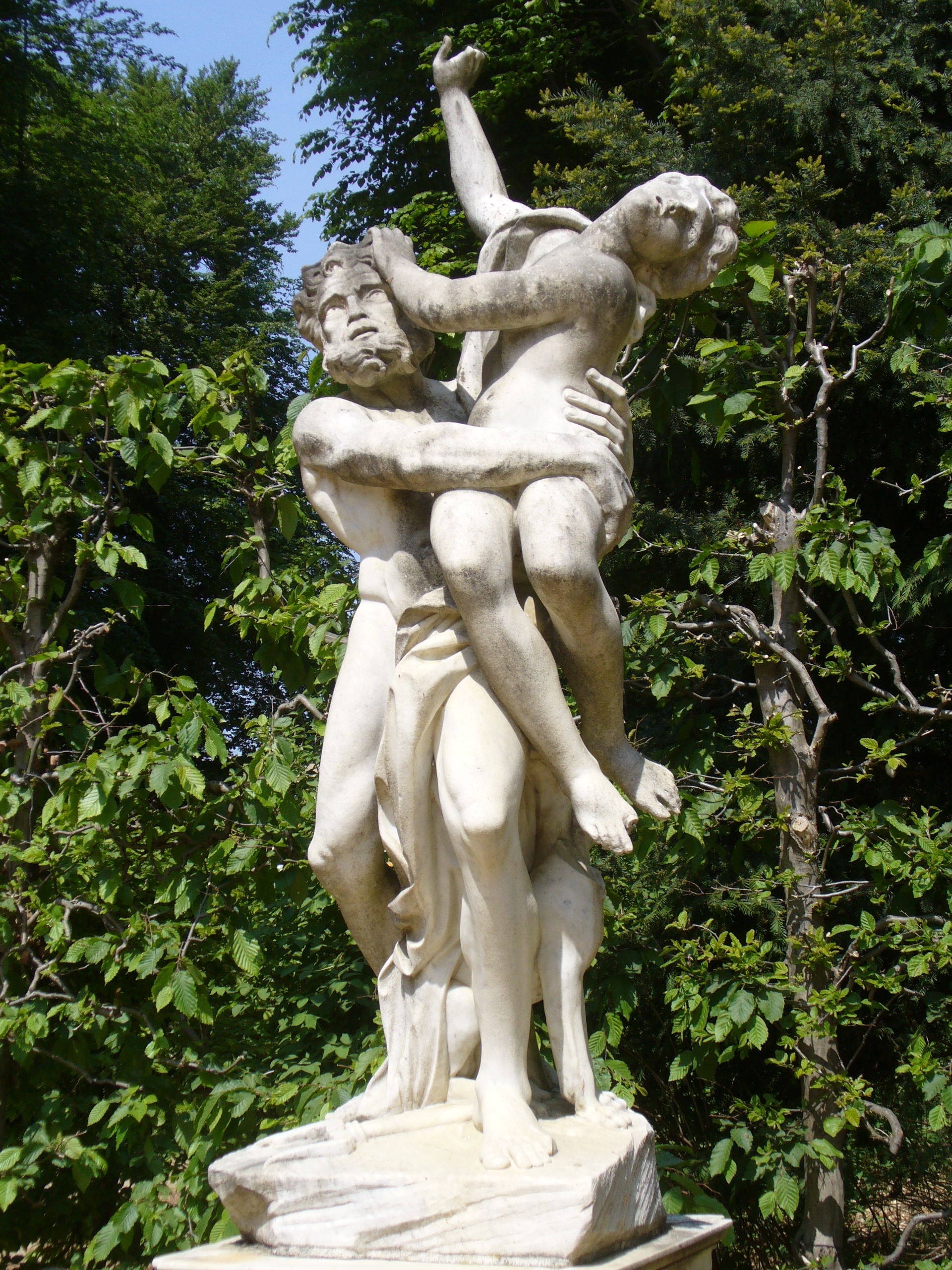
Estátua lembra o rapto de Perséfone

Alexander Murray justifica, quando da divisão dos reinos entre os três irmãos crônidas, que para os antigos gregos, donos de agudo senso de observação das forças naturais, era necessário um poderoso deus a governar o mundo subterrâneo; afinal, uma força "de baixo" impulsionava o crescimento das plantas; das profundezas da terra os preciosos metais eram extraídos; para lá voltavam todos os seres vivos. Esse deus tinha que possuir um duplo caráter: primeiro, como fonte de todas as riquezas (o que é sugerido por seu nome latino Plutão), depois como monarca do obscuro reino, morado pela sombras dos mortos (sugerido pelo nome grego Hades).
Enquanto a primeira atribuição — aquela de dar energia aos vegetais para erguerem-se a partir da semente mergulhada na obscuridade do solo, Hades é visto até como amigo dos homens, o segundo denotava um caráter severo, onde ele surge como deus implacável e incansável, pois não permite que ninguém saia de seu reino, uma vez ali tendo ingressado - este o destino inexorável de todos os homens: voltar para o reino de Hades.
Nas versões mais primitivas, não havia qualquer possibilidade de um destino melhor, após a vida: Hades simplesmente reclamava de volta aquilo que dera. Mais tarde, contudo, surge a possibilidade de uma pós-vida de melhor sorte, onde a esperança duma vida futura mais feliz constituía a base dos chamados mistérios eleusinos; este sentido deriva diretamente do casamento de Hades com Perséfone, representando sua esposa a personificação de vida emergente e juventude. A romã, fruto que fizera com que Perséfone ficasse presa ao Hades, é também chamada de maçã do amor. O uso desta fruta na simbologia é, em razão do grande número de sementes, como sinal de fertilidade; entretanto, não há descedência da união de Hades e Core: a romã, em contradição ao seu significado, condenara a deusa à infertilidade.

### Relacionamentos
Hacquard registra que Hades permaneceu fiel à esposa Perséfone, salvo em duas ocasiões: a primeira quando teria se deixado enamorar pela ninfa do Cócito, Minta; perseguida pela rainha Core, foi transformada pelo deus em menta. A segunda teria sido o amor por uma oceânida.
O primeiro mito estaria ligado ao próprio rapto de Perséfone: Minta (ou Minte), ninfa que habitava o Submundo, mantinha com Hades um relacionamento, interrompido por seu casamento; a ninfa então, procurando recuperar o amante, passou a se vangloriar, dizendo ser mais bonita que sua rival, despertando a fúria em Deméter, mãe de Core. Deméter então puniu a moça presunçosa, fazendo em seu lugar surgir a menta.
Noutra passagem, teria se apaixonado por Leuce, filha de Oceano, e que por isso foi transformada no álamo prateado.
Wilkinson e Philip registram que, quando Hades vinha à superfície, não era capaz de dominar os desejos pelas infelizes ninfas. Perséfone, contudo, sempre agia para conter esses impulsos e, assim, quando o marido se apaixonara por Minte, a transforma no hortelã; quando o mesmo ocorrera a Leuce, transformou-a no álamo.

### Descendência atribuída
Embora a grande maioria dos relatos deem Hades como infértil, algumas passagens aleatórias atribuem-lhe paternidades esporádicas, sem contudo saber-se pormenores. Assim, segundo o Dictionary of Greek and Roman Biography and Mythology, tiveram a paternidade atribuída a Hades: Zagreu (segundo Ésquilo, era o próprio Zeus do Submundo e assemelhado a Hades), Macária, as Erínias (eram originariamente em número indeterminado; posteriormente consolidaram-se em três: Alecto, Tisífone e Megera) e Melinoe (ou Melina).
|  |  | Cronos | Cronos | Cronos | Cronos | Cronos | Cronos |       |       |       |       |         |         | Reia    | Reia    | Reia    | Reia    | Reia | Reia |         |         |           |           |           |           | Zeus      | Zeus      | Zeus | Zeus | Zeus    | Zeus    |         |         |         |         |  |  | Deméter | Deméter | Deméter | Deméter | Deméter | Deméter |  |  |  |  |  |  |
|  |  | Cronos | Cronos | Cronos | Cronos | Cronos | Cronos |       |       |       |       |         |         | Reia    | Reia    | Reia    | Reia    | Reia | Reia |         |         |           |           |           |           | Zeus      | Zeus      | Zeus | Zeus | Zeus    | Zeus    |         |         |         |         |  |  | Deméter | Deméter | Deméter | Deméter | Deméter | Deméter |  |  |  |  |  |  |
|  |  |        |        |        |        |        |        |       |       |       |       |         |         |         |         |         |         |      |      |         |         |           |           |           |           |           |           |      |      |         |         |         |         |         |         |  |  |         |         |         |         |         |         |  |  |  |  |  |  |
|  |  |        |        |        |        |        |        |       |       |       |       |         |         |         |         |         |         |      |      |         |         |           |           |           |           |           |           |      |      |         |         |         |         |         |         |  |  |         |         |         |         |         |         |  |  |  |  |  |  |
|  |  |        |        |        |        |        |        | Hades | Hades | Hades | Hades | Hades   | Hades   |         |         |         |         |      |      |         |         | Perséfone | Perséfone | Perséfone | Perséfone | Perséfone | Perséfone |      |      |         |         |         |         |         |         |  |  |         |         |         |         |         |         |  |  |  |  |  |  |
|  |  |        |        |        |        |        |        | Hades | Hades | Hades | Hades | Hades   | Hades   |         |         |         |         |      |      |         |         | Perséfone | Perséfone | Perséfone | Perséfone | Perséfone | Perséfone |      |      |         |         |         |         |         |         |  |  |         |         |         |         |         |         |  |  |  |  |  |  |
|  |  |        |        |        |        |        |        |       |       |       |       |         |         |         |         |         |         |      |      |         |         |           |           |           |           |           |           |      |      |         |         |         |         |         |         |  |  |         |         |         |         |         |         |  |  |  |  |  |  |
|  |  |        |        |        |        |        |        |       |       |       |       |         |         |         |         |         |         |      |      |         |         |           |           |           |           |           |           |      |      |         |         |         |         |         |         |  |  |         |         |         |         |         |         |  |  |  |  |  |  |
|  |  | Zagreu | Zagreu | Zagreu | Zagreu | Zagreu | Zagreu |       |       |       |       | Macária | Macária | Macária | Macária | Macária | Macária |      |      | Erínias | Erínias | Erínias   | Erínias   | Erínias   | Erínias   |           |           |      |      | Melinoe | Melinoe | Melinoe | Melinoe | Melinoe | Melinoe |  |  |         |         |         |         |         |         |  |  |  |  |  |  |

## Epítetos e etimologia
| Nome grego     | Transliteração  | Grafia latina  | Significado |
| -------------- | --------------- | -------------- | ----------- |
| Άιδης Άδης     | Haidês, Hadês   | Hades          | O Invisível |
| Αιδης Αιδωνευς | Aidês, Aidôneus | Ades, Aidoneus | O Invisível |

O nome Hades vem de á (a - não) e ’ideîn (idêin - ver), uma "falsa etimologia que lhe deram os gregos" (segundo Junito Brandão), em alusão ao capacete da invisibilidade que lhe fora presenteado pelos Ciclopes. Este sentido de não visto cabe tanto ao deus quanto ao seu reino.
Junito Brandão diz que o nome Pluto ou Plutão (significando rico e consagrado entre os romanos), é de origem grega, estando intimamente ligado em sua origem ao episódio da semente de romã — unindo os cultos agrários (a Deméter) e da morte (a Hades) que, nas origens, eram bastante próximos. Sobre isto, informa: "Pluto é a projeção dessa semente. Se verdadeiramente o deus da riqueza agrária ficou eclipsado no Hino a Deméter pela evocação patética de Core perdida e depois reencontrada, uma estreita relação sempre existiu, desde tempos imemoriais, entre os cultos agrários e a religião dos mortos, e é assim que o Rico em trigo, Pluto, acabou por confundir-se com outro rico, o Rico em hóspedes, polydégmōn, que se comprimem no palácio infernal. Pois bem, esse rico em trigo, com uma desinência inédita, se transmutou, sob o vocábulo Ploútōn, Plutão, num duplo eufemístico e cultural de Hádēs".
Dentre as muitas formas eufemísticas que os autores gregos usaram para chamar o Deus dos Mortos, as principais foram:
- Edoneu - Uma forma variante de Aïdês. (Hom. Il. v. 190, xx. 61.)
- Ctônio - Tem o mesmo significado que Ctônia, e por isso é aplicado para os deuses do mundo inferior, ou das sombras (Hom. II. ix. 457; Hesíod. Op. 435; Orph. Hymn. 17. 3, 69. 2, Argon. 973), e aos seres que são considerados como nascidos da terra. (Apolodoro iii. 4. § 1; Apolon. Rod. iv. 1398.) É também usado no sentido de "deuses do lugar", ou "divindades nativas". (Apolon. Rod. iv. 1322.)[18]
- Eubuleu - Eubuleu ocorre também como um sobrenome de várias divindades, e descreve-as como deuses do bom conselho, como Hades e Dioniso.(Schol. ad Nicandro. Alex. 14; Hin. Órf. 71. 3; Macrob. Sat. i. 18; Plat. Simpós. vii. 9.)[18]
- Éubulo - Este nome ocorre como um sobrenome de várias divindades que eram consideradas autores de bons conselhos, ou como bem-dispostos embora, quando aplicado a Hades é, como Eubuleu, um mero eufemismo. (Hin. Órf. 17. 12, 29. 6, 55. 3.)[18]
- Isódetes - de deô, o deus que trata a todos igualmente, é usado como sobrenome de Hades para expressar sua imparcialidade. (Hesíq. s. v.), e Apolo. (Bekker, Anecdot. p. 267.)[18]
- Plutão - foi inicialmente usado como epíteto de Hades, deus do mundo inferior e, posteriormente, usado como seu próprio nome. Neste último sentido ocorre a primeira vez em o doador da riqueza, em um primeiro apelido de Hades, o deus do mundo inferior e, posteriormente, também utilizada como o nome verdadeiro do deus. No último sentido que ocorre pela primeira vez em Eurípides.(Herc. Fur. 1104 ; comp. Lucian, Tim. 21.)[18]
- Polidegmo ou Polidectes - ou seja, "aquele que recebe muitos", ocorre como um sobrenome de Hades. (Hom. Hin. in Cer. 431; Ésq. Prom. 153.)[18]

| Nome grego  | Transliteração | Grafia latina   | Transcrição lusófona | Significado         |
| ----------- | -------------- | --------------- | -------------------- | ------------------- |
| Πλουτων     | Ploutōn        | Pluto           | Plutão               | A Riqueza (ploutos) |
| Ζευς Χθονος | Zeus Khthonos  | Zeus Cthonius   | Zeus Ctônio          | Zeus do Submundo    |
| Θεων Χθονος | Theōn Khthonos | Theon Chthonius | Teão Ctônio          | Deus do Submundo    |

| Nome grego   | Transliteração | Grafia latina | Transcrição lusófona | Significado          |
| ------------ | -------------- | ------------- | -------------------- | -------------------- |
| Пολυσημαντων | Polysēmantōr   | Polysemantor  | Polisemantor         | Soberano de Muitos   |
| Пολυδεγμων   | Polydegmōn     | Polydegmon    | Pilidegmo            | Hospedeiro de Muitos |

| Nome grego   | Transliteração | Grafia latina | Transcrição lusófona | Significado          |
| ------------ | -------------- | ------------- | -------------------- | -------------------- |
| Пολυξενος    | Polyxenos      | Polyxenus     | Polixeno             | Hospedeiro de Muitos |
| Νεκροδεγμων  | Nekrodegmōn    | Necrodegmon   | Necrodegmo           | Recebedor dos Mortos |
| Νεκρων Σωτηρ | Nekrōn Sōtēr   | Necron Soter  | Nécron Sóter         | Salvador dos Mortos  |

## Culto
Bastante disseminado era o culto a Hades, tanto entre gregos quanto, depois, pelos romanos (na variante de Plutão). Brandão diz contudo que "as inscrições mostram que mesmo assim era muito pouco cultuado na Terra, possuindo, com certeza, apenas um templo em Elêusis e outro menor em Élis, que era aberto somente uma vez por ano e por um único sacerdote".
Entretanto, era tão temido que seu nome não era pronunciado, senão raramente. Vigorava o temor de, nomeando-o, atrair-lhe a cólera. Preferiam, assim, referirem-se a ele por meio de eufemismos, como Plutão — "o rico", em razão das riquezas advindas dos subterrâneos (daí ser representado por uma cornucópia com tesouros). Dentre os epítetos com os quais era referido, encontram-se em Homero (Ilíada 9, 457) os seguintes: "o Forte", "o Invencível" e o já mencionado "Zeus do Inferno".
Na Grécia, seus mais importantes templos ficavam em Pilos, Atenas, Olímpia e Élida. Neste povo dedicavam ao deus o narciso, o cipreste e o buxo. O templo de Pilos era uma construção magnífica e, próximo ao rio Corelo, na Beócia, possuía um altar que, por razões místicas, era partilhado com Atena.
Em Roma, um grande festival ocorria em fevereiro - as februationes - que durava doze noites. Também era chamado Carístia, uma vez que as oblações eram feitas à morte. Nele eram sacrificados touros e cabras negras, enquanto o sacerdote que presidia o cerimonial ostentava uma coroa com folhas de cipreste. Uma vez a cada cem anos eram realizados em sua honra e tributo aos mortos os jogos chamados Seculares. Era ilícito o sacrifício diurno, pois o deus tinha aversão à luz.
Hacquard registra que era invocado num ritual onde se batia na terra com as mãos ou varas, sendo-lhe também sacrificados touros ou ovelhas negras, no período noturno. Além dos romanos, os etruscos tomaram emprestado aos gregos o casal que governava o Submundo, chamando-os de Aita e Persipnei.

### Análise do culto
Otto regista que a visão do deus na ótica da religião grega teve dois momentos distintos: o primitivo e o posterior, registado por Homero.
Embora o deus figure em diversas passagens da obra homérica, e se relacione com outros tantos mitos de deuses e heróis, Hades não é objeto de qualquer adoração, nem se relata maiores cuidados com relação à memória dos mortos - ao contrário das épocas anteriores. Ali o pós-vida transforma as almas em meros espectros ou sombras, sem memória ou personalidade; na época pré-homérica, contudo, como em todos os demais povos, havia no pós-morte a manutenção da individualidade, e uma possível forma de ligação daqueles com o mundo dos vivos - esta ligação, em Homero, é praticamente inexistente.

### Mistérios eleusinos
Os mais importantes dentre os cultos greco-romanos eram os Mistérios de Elêusis, que tinham por base o mito de Deméter e sua filha Core/Perséfone, raptada pelo deus dos mortos. Essa veneração teve lugar na Grécia por vários séculos, somente desaparecendo no século VI, quando o santuário foi destruído pelos bárbaros invasores.

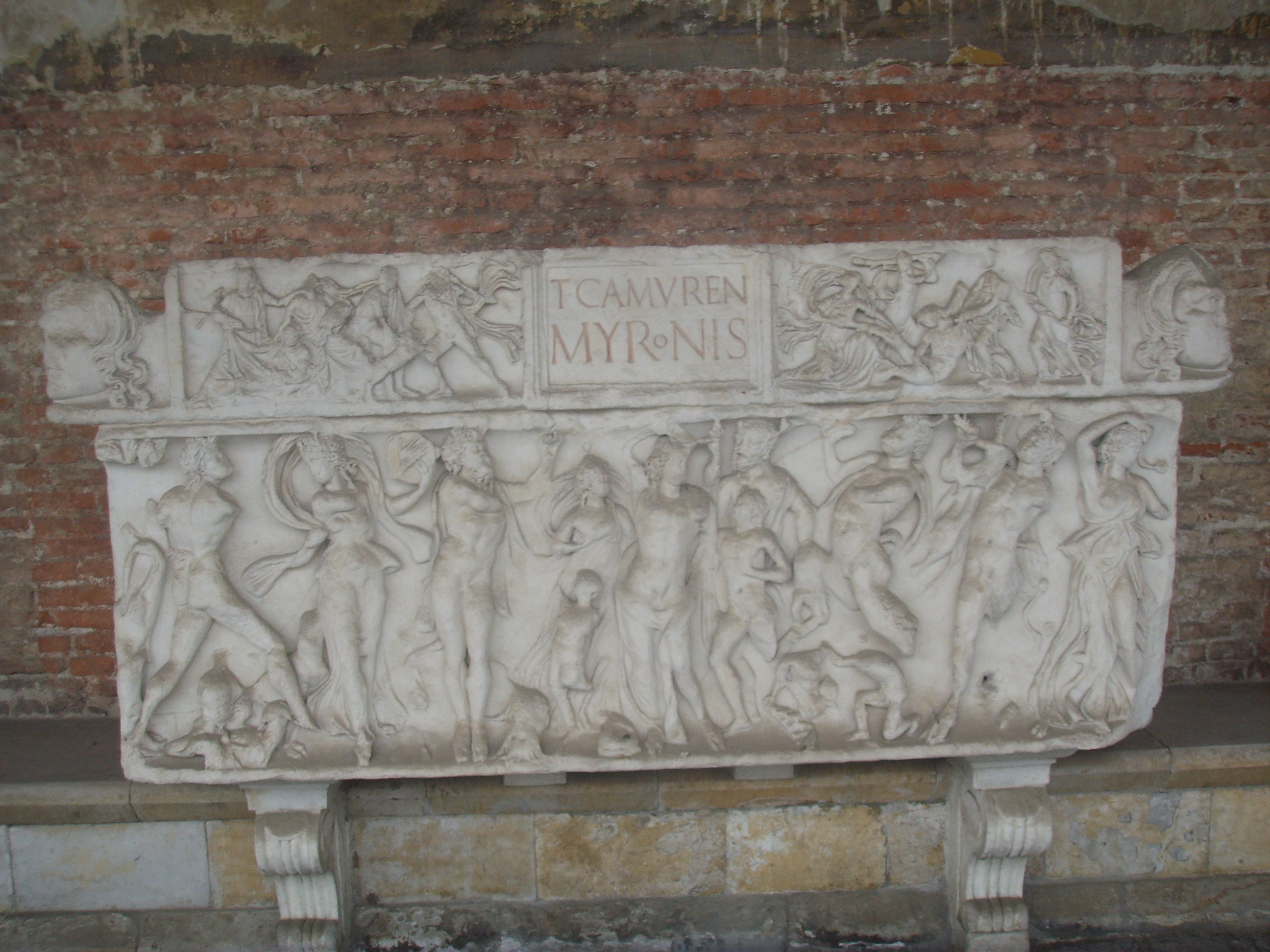
Sepulcro da era romana em Pisa, com relevo órfico.

### Cultos órficos
No culto que teria sido iniciado por Orfeu, o seu renascimento (com anterior catábase - ou volta ao mundo inferior) foi a base para a crença na metempsicose, espécie de reencarnação (neste caso, transmigração das almas) em que os mortos voltam a experimentar novas existências até atingirem a purificação.
Tendo cumprido duas encarnações a alma desceria ao reino de Hades, onde purgaria seus pecados, e estaria pronta para gozar um destino feliz ao lado dos deuses. Para isto, mister ser iniciada nos mistérios órficos; sem este conhecimento, contudo, ficaria presa de um eterno ciclo de renascimentos, daí ser importante o rito iniciático.
A doutrina órfica teve penetração em toda a cultura grega, chegando mesmo a influir em doutrinas de filósofos como Pitágoras e Platão, e em trabalhos de poetas e escultores da Antiga Grécia.

## Alegoria

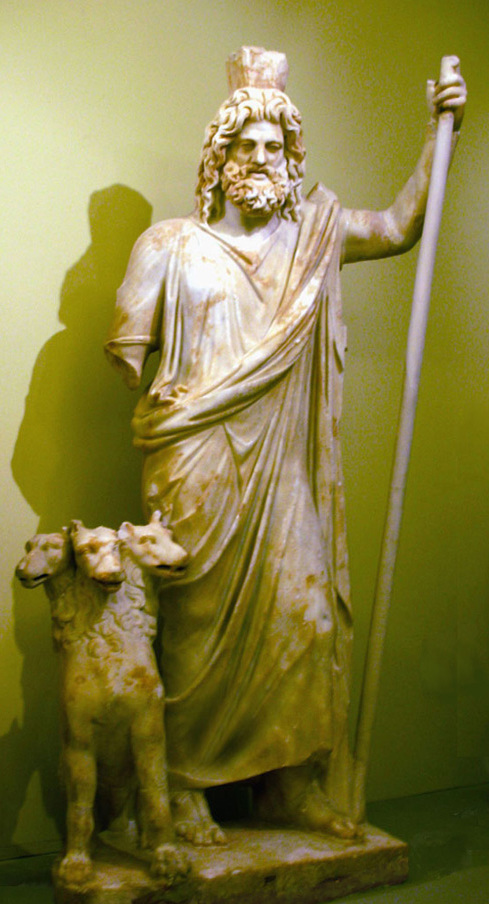
Hades e Cérbero, numa antiga escultura.

As representações de Hades apresentam a mesma face de Zeus e Posídon, seus irmãos. As antigas obras de arte diferenciam-no somente por alguns "rasgos de expressão", como registou Murray. As espessas barbas e cabelo sombreiam a face. Aparece de ordinário sentado em seu trono, ao lado da esposa ou em pé, num carro junto dela.
Seus atributos diferenciais eram um cetro, similar ao de Zeus, e um capacete que, como o elmo das nuvens do mito nórdico de Sigfrido, conferia a invisibilidade a quem o portasse. Seu auxiliar é o cão de três cabeças , Cérbero.
Sua figura é bastante sóbria, sem ornatos: além da expressão sombria pelo franzir dos cenhos, a barba em desalinho e cabelos desgrenhados num rosto pálido completam o quadro do Zeus inferi. Suas vestes consistem num pesado manto e túnica vermelhos; seu trono é representado por uma coruja.
A despeito disto, Wilkinson e Philip registram que nunca era retratado pelos artistas. Isto se dava porque, além da invisibilidade, imperava o temor e mistério que lhes inspirava Hades. Quanto ao capacete da invisibilidade William F. Hansen registrou que este não é propriamente uma ferramenta do deus, apesar da popular etimologia reinterpretar seu nome grego (aidos kyneè) como elmo de Hades: além da passagem que diz que o elmo lhe fora presenteado pelos ciclopes, nenhuma outra diz que o deus utiliza-se dele e, quando é citado que outros deuses ou heróis fazem serventia de seus poderes, não há menção de que lhe tomaram emprestado diretamente.

## Hades e outros mitos
Diversos outros mitos incorporam a presença, direta ou indireta, de Hades, como no caso de Admeto que, para fugir à morte, entrega ao deus sua esposa Alceste, ou mesmo em variantes com ligações de parentesco aventadas, como para com os Cabiros. Também no mito de Psiquê sua presença é aludida, pois uma das tarefas da Alma é, justamente, obter num frasco um pouco da beleza de Perséfone.
O próprio Hermes era um arauto de Hades, encarregado de chamar os moribundos com suavidade, e neles depositar os báculos de ouro em seus olhos. Na gigantomaquia o deus teria usado o capacete da invisibilidade para poder matar Hipólito.
Junto a Afrodite e Éris, Hades era dos únicos deuses que não odiavam Ares, deus da guerra; o motivo estava na voracidade com que o deus dos mortos acolhe de bom grado as almas dos jovens guerreiros abatidos em combate.
Deuses e homens se beneficiaram ainda dos poderes privilegiados do capacete mágico de Hades. Jovens deuses usaram seus poderes, bem como também do tridente de Posídon. Foi este o caso de Hermes que, durante a Gigantomaquia, serviu-se do elmo da invisibilidade para matar o gigante Hipólito.
No Egito, junto a Dionísio, Hades era identificado com o deus Osíris.

### Adônis: a Perséfone infiel

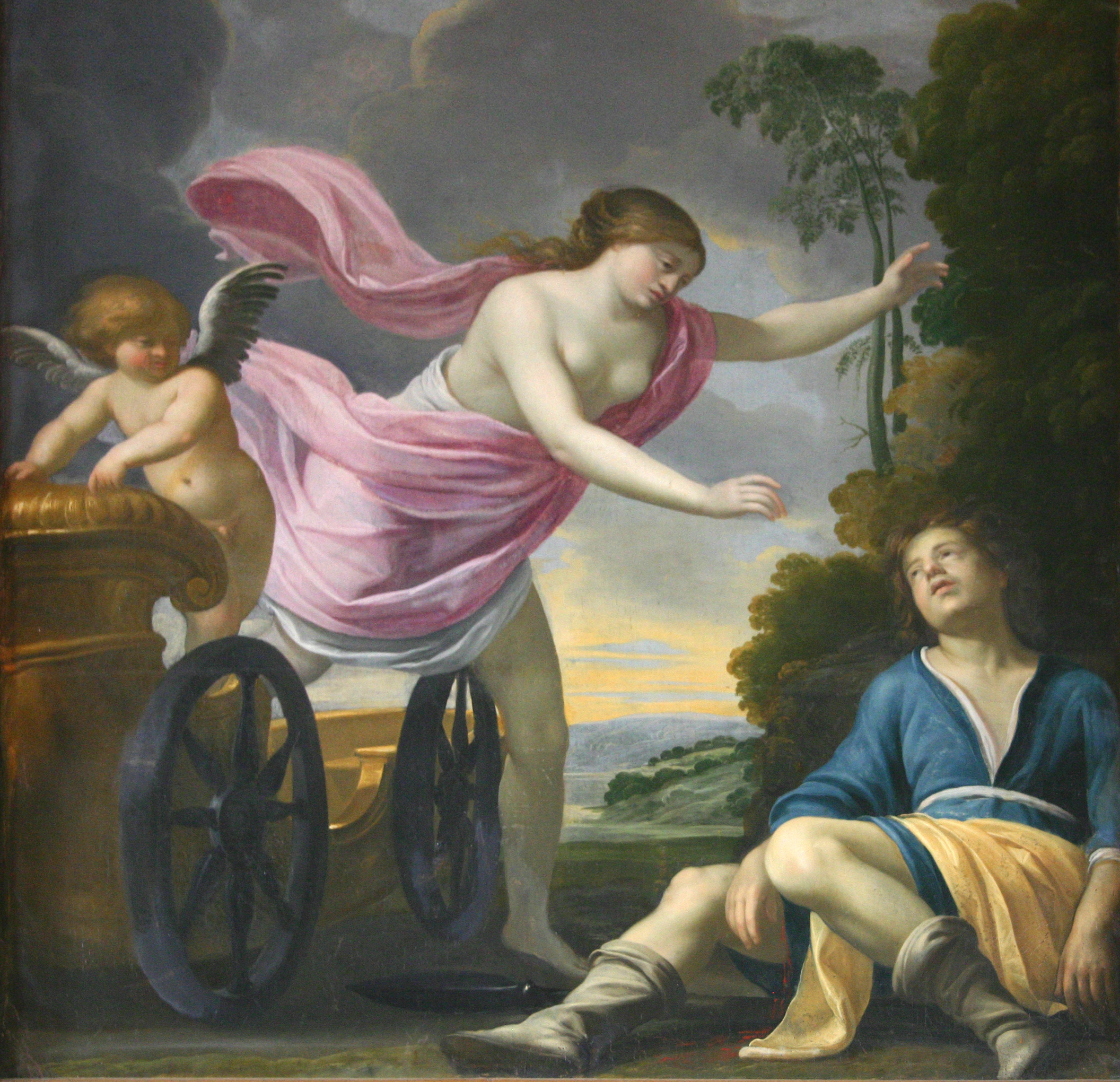
A morte de Adônis, por Jean Monier.

Adônis, um mortal fruto de relacionamento incestuoso, apaixonou-se por Afrodite e era por ela amado - mas também despertou o amor em Perséfone, que ficou furiosa por não gozar da preferência do jovem.
A deusa da primavera então procurou Ares que, sabia, amava Afrodite. O deus então matou o jovem guerreiro, de modo que assim fosse obrigatoriamente enviado ao Submundo, onde sua governante o esperava.
Inconformada com tal destino, Afrodite procura Zeus que delibera ficar Adônis seis meses com Perséfone e a metade restante do ano com sua amada.

### Zagreu/Dioniso: identidade com Hades
Brandão informa que o mito de Zagreu seria bastante mais antigo do que o do próprio Dioniso, e que teria uma possível origem em Creta de onde, pela similitude, fora absorvido ao do deus orgíaco. Nesta fusão mítica fora transformado, nos cultos órficos, na primeira vida de Dioniso - e feito em filho de Zeus com Perséfone. Após ter sido assassinado pelos Titãs, ressurge de Sêmele.
Analisando a história de Zagreu - espécie de reencarnação de Dioniso (o Baco romano) - Walter Otto narra que Zeus procura reparar a injustiça da morte cruel de Dioniso (morto pelos Titãs, após ter-se transmutado num touro); enquanto sua carne era devorada, Zeus interveio, conseguindo salvar vivo ainda seu coração). O autor ressalta que esta morte o liga ao mundo dos mortos, aos poderes do submundo. Zagreu renasce da mortal Sêmele - entrara no Hades tal como entrará no Olimpo. Esta versão explica, ainda, a afirmação de E. Rohde de que o reino dos mortos fazia parte do reino dionisíaco.
Otto relembra os Hinos Órficos 46 e 53, onde se diz explicitamente que Dioniso dormia na casa de Perséfone e que Hades e Dioniso - por quem as mulheres enlouquecem e ficam enraivecidas - seriam a mesma pessoa. Isto, segundo o autor, pode ser lido em Heráclito, que registara: "...Hades e Dioniso, por quem elas ficam loucas e iradas, são um e o mesmo." e conclui que "Agora podemos entender por que os mortos foram homenageados em vários dos principais festivais de Dioniso" 
Jean Shinoda Bolen, apreciando o arquétipo feminino de Perséfone, alude que a deusa pode se entregar aos prazeres sexuais. Entre os gregos antigos, ressalta a psiquiatra, havia a crença de que os poderes intoxicantes de Dioniso levava as mulheres ao êxtase sexual, transformando-as em mênades cheias de paixão e delírio. As antigas tradições davam conta de que o deus do vinho passava temporadas em casa da esposa de Hades, ou para lá retornava nos intervalos de suas aparições.

### Hércules

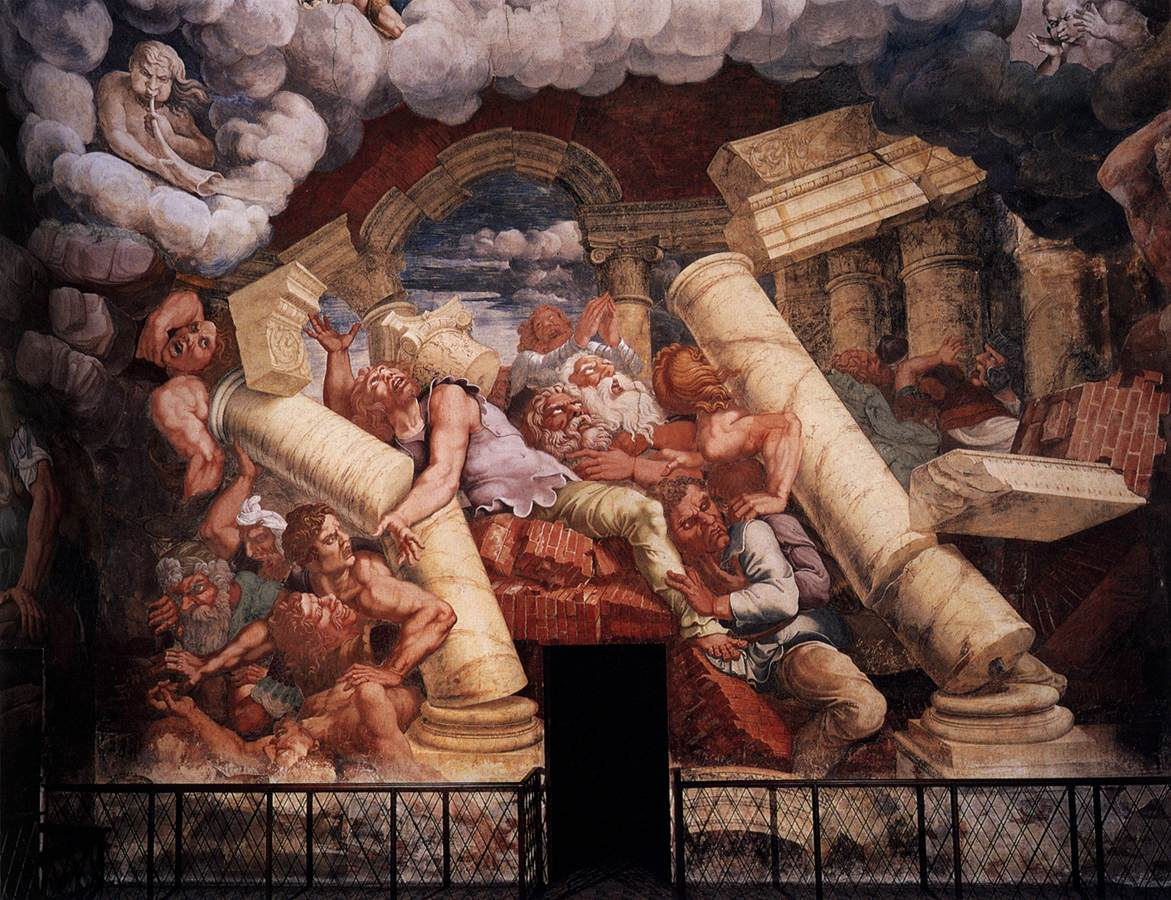
Sala dos Gigantes, no Palácio de Te, retrata cena da luta de Hércules contra os gigantes.

Na luta contra os gigantes comandados por Alcioneu e Porfírio, Hércules tem a ajuda de Hades. Uma imagem de sua volta aos Infernos, após a vitória, foi representada no teto do Palácio de Te, em Mântua.
Numa passagem da Ilíada (V, 402), Homero registra que Hades foi ferido por Hércules — para logo esclarecer que foi facilmente curado por Apolo, "porque ele (Hades) não havia nascido mortal!"
O décimo-segundo dos Doze Trabalhos de Hércules, a catábase (katábasis), a ida ao mundo dos mortos para lá apreender o monstruoso cão Cérbero, encarregado de evitar que os vivos entrem naquele reino e que de lá saiam tendo entrado, salvo por ordem do seu Rei, o herói conta com a ajuda de Hermes e Atena, para não errar o rumo e clarear a escuridão, respectivamente, por ordem de Zeus.
Nesta tarefa, Hércules demonstra seu caráter humano, apiedando-se de alguns dos prisioneiros que ali estavam, e procura ajudá-los em seu sofrimento. Dentre estes estavam Pirítoo e Teseu, ainda vivos (como adiante se verá), e Ascáfalo. Ascáfalo era o filho de uma ninfa do rio Estige com o barqueiro Aqueronte e, no episódio do resgate de Perséfone por sua mãe, quando Hades a fizera comer o grão de romã, foi ele quem a denunciara ao deus dos mortos. Numa primeira variante deste mito, Deméter o transformara em coruja, como castigo; em outra, a deusa o fizera ficar preso sob um grande rochedo — e teria sido deste sofrimento que Hércules o poupara, mas o alívio não durou muito, pois Deméter enfim o transformou em coruja, mantendo a punição. Bulfinch adiciona que o rochedo encantado que os prendia ficava à entrada do palácio dos reis do submundo.
Finalmente, chegando à presença de Hades, o heroi pede para que lhe fosse permitido levar Cérbero à presença de seu primo Euristeu, que lhe impingira as tarefas impossíveis. Hades concorda, desde que para tanto não usasse o filho de Alcmena nenhuma de suas armas, servindo-se apenas da capa feita do Leão de Nemeia, o que fez. Após cumprir o trabalho, Cérbero foi devolvido ao mundo ctônico.

### Teseu
O heroi Teseu, que já havia praticado o rapto de Hipólita (rainha das Amazonas), e de Ariadne, combinara com o amigo Pirítoo, cujos laços se estreitaram após a Centauromaquia, que raptariam por esposas de ambos apenas filhas de Zeus e humanos, visto serem os dois, eles próprios, de origem divina: Teseu filho de Zeus e Pirítoo de Posídon. Após tirarem a sorte, acordaram que a Teseu caberia Helena, e ao outro a própria Rainha dos Infernos, Perséfone. Ambos se auxiliariam na tarefa, mas Teseu — então aos cinquenta anos, encontra Helena ainda impúbere, e a esconde. Junto a Pirítoo, desce ao Reino dos Mortos.
No Submundo, foram bem recebidos por Hades. Cometeram, então, duas das atitudes mais temerárias ali: convidados ardilosamente para um banquete pelo deus infernal, sentaram-se e comeram: sentar significa, ali, intimidade e permanência; comer, a fixação. Ficaram, portanto, presos às suas cadeiras.
Quando da catábase de Hércules, o herói tenta livrá-los, mas os deuses permitiram que somente Teseu fosse liberto, ficando Pirítoo preso na Cadeira do Esquecimento.

### Perseu

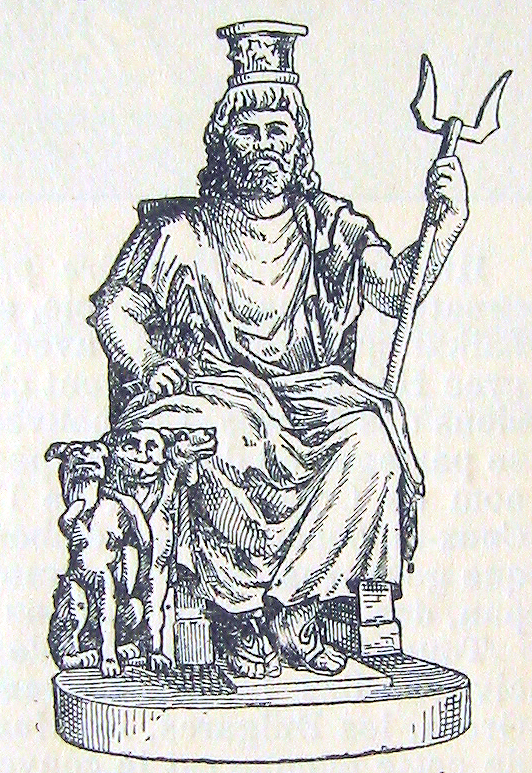
Representação helenística de Serápis

Na sua campanha para matar a Górgona (ou Medusa), Perseu recebe o auxílio de Atena e de Hermes; assim, consegue penetrar no reduto das Greias que, em razão de possuírem somente um olho, uma montava guarda enquanto as duas outras dormiam: num lance rápido, o herói arrebata-lhes o olho e, então, negocia a troca do membro pelo auxílio em derrotar a terrível inimiga. Impotentes, as três irmãs entregam-lhe o necessário para chegar às ninfas e para vencer, segundo lhe havia sido revelado por um oráculo: as sandálias aladas, o alforje chamado quibísis (para guardar a cabeça da Medusa) e o capacete da invisibilidade, de Hades.

### Hades e Serápis
Menard narra uma história em que o Zeus infernal é considerado o mesmo deus egípcio Serápis, cuja origem e atributos permanecem obscuros.
Governava Ptolomeu II Filadelfo a cidade de Alexandria, que procurava embelezar quando, num sonho, foi-lhe ordenado por Serápis que buscasse no Ponto uma estátua que lhe fosse dedicada. Havia tal monumento em Sinope, dedicado ao Zeus infernal. O rei de Sinope anuiu ao pedido, mas o povo do lugar se insurgiu, cercando o templo a fim de impedir a retirada da imagem: a estátua, então, erguera-se e foi, andando, ao navio que a transportou para o Egito.
Dada a sua grande semelhança com Hades, o Imperador Juliano, procurando saber as distinções entre Plutão e aquele deus, obteve do Oráculo de Delfos a seguinte resposta: "Júpiter Serápis e Plutão são a mesma divindade".

### Hades e Esculápio
Era ainda Esculápio (Asclépio) um mortal quando, ao restituir a vida a um morto, despertou a ira de Hades. Como castigo, o Zeus atende ao pedido do irmão e o fulmina com seu raio. Sendo o médico filho de Apolo, o deus resolve vingar-se atacando os ciclopes que, no Etna, fabricavam as armas do Olímpico. Zeus, por conta disto, pune seu filho, condenando-o a passar um ano como escravo de Admeto, rei da Tessália. Depois de sua morte, contudo, o próprio Zeus admite Esculápio como deus.

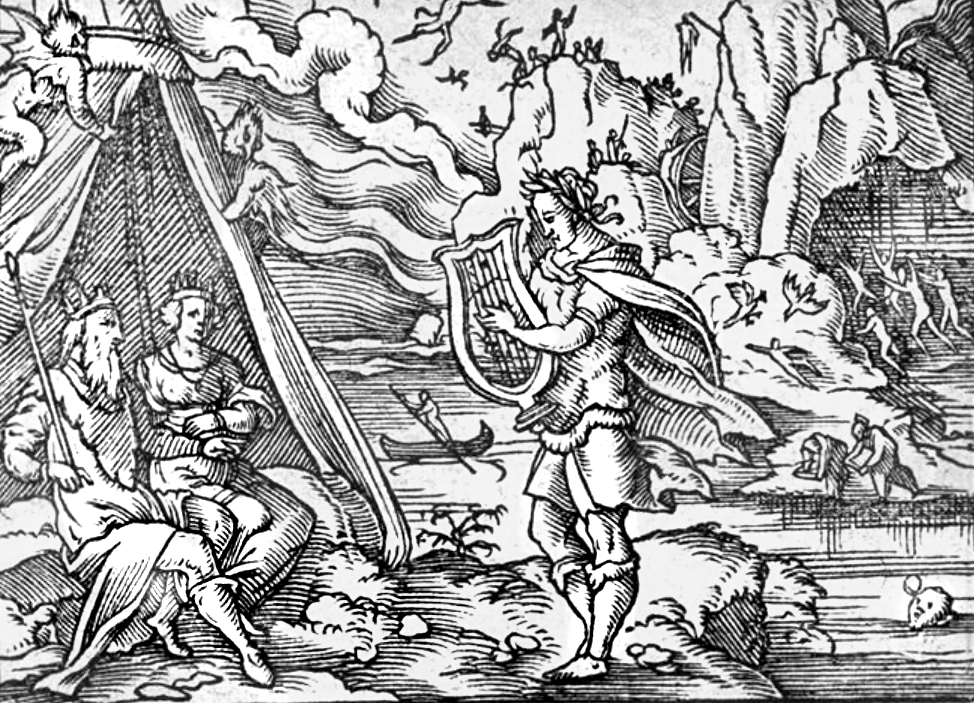
Orfeu tange a lira e entoa seu lamento aos deuses dos infernos.
Virgil Solis, desenho para as Metamorfoses, de Ovídio.

### Hades e o canto de Orfeu
Mais um filho de Apolo acaba por ter sua história ligada ao rei dos mortos: Orfeu, que ganhara do pai uma lira e a tocava com tamanha perfeição e encanto que até as pedras se comoviam. Tendo se casado com Eurídice, logo a perde pois, fugindo ao assédio do pastor Aristeu, a jovem morre picada por uma cobra.
Orfeu desce aos Infernos e vai ter diante dos tronos de Hades e Perséfone. Ali entoa um canto tão fascinante que os fantasmas derramam lágrimas; Tântalo esquece a sede; o abutre cessa o ataque ao fígado de Prometeu; Sísifo parou de rolar a pedra pela montanha, nela se sentando para ouvir; as Danaides pararam de recolher água com peneiras e Íxion deixa de girar sua roda.
Os soberanos do submundo também se comovem e concedem-lhe o desejo de trazer de volta à vida a amada esposa, com a condição de não olhar para ela até saírem dos domínios ctônios — o que acaba ocorrendo, morrendo Eurídice uma segunda vez.

## O Mundo dos Mortos e castigos famosos

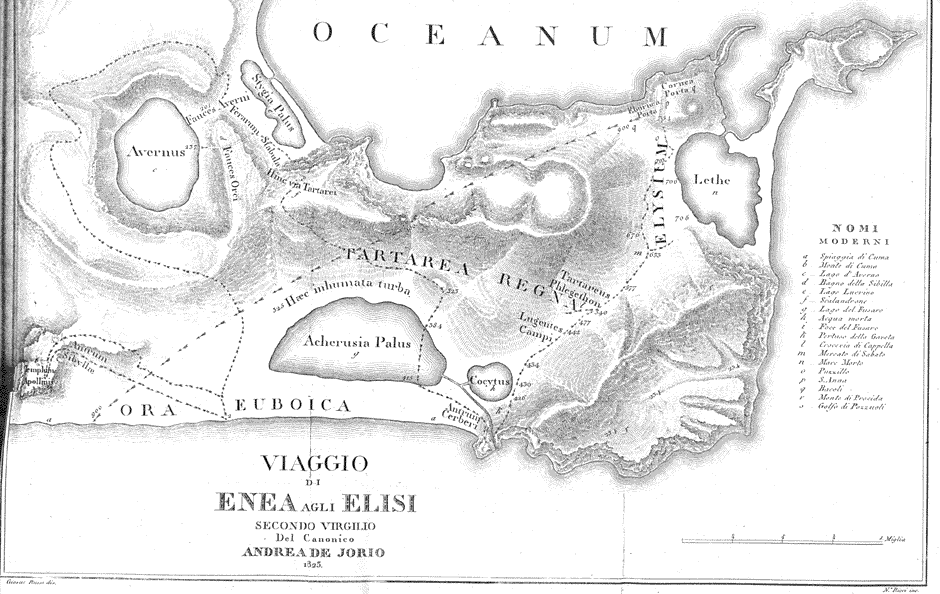
Mapa dos Infernos, baseado na história de Eneias. Desenho de Andrea De Jorio, 1825.

Não são acordes os autores antigos acerca da localização do mundo inferior; enquanto uns o situam abaixo da superfície terrestre, outros colocam-no ao oeste, em meio ao Oceano. Também sua entrada era controversa, situando-a em algum ponto sombrio e assustador, tal como havia em Cumas — mas uma das passagens estava sempre aberta de modo a permitir a entrada, sem retrocesso. Sua guarda cabia ao cão Cérbero, que era dócil a quem chegava, mas feroz a quem pretendesse sair.
A entrada era separada do interior por vários rios, de águas turbulentas, dos quais o mais famoso era o Estige, tão fiável que os próprios deuses o evocavam como testemunha dos juramentos. Sua passagem era feita pelo barqueiro Caronte, para cujo pagamento colocavam os gregos uma moeda (dânaca) na boca do falecido. Outros rios eram o Aqueronte (rio da eterna aflição), Lete (o rio do esquecimento), Piriflegetonte (rio de fogo), Cócito (rio do pranto e lamento).
Além do próprio reino dos mortos, duas outras regiões se apresentavam: os Campos Elísios, onde uma ilha de bem-aventurança recebia as almas felizes e o Tártaro — tão profundo que distava da terra tanto quanto esta dos céus. Na ilha de Erítia, onde Gerião mantinha seu rebanho sob os cuidados do pastor Eurítion e do cão Ortro — alvo de um dos trabalhos hercúleos — o pastor Menetes cuidava dos rebanhos de Hades.

### Tântalo

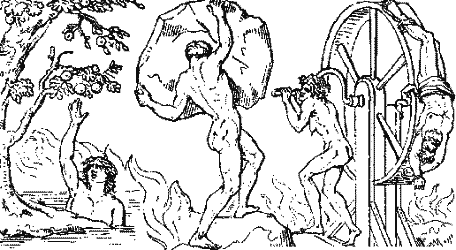
Tântalo, Sísifo e Íxion: três exemplos dos sofrimentos infernais.

Tântalo era um rei da Frígia e governava com despotismo e traição, inclusive contra o próprio filho. Condenado à região mais remota do Tártaro, seu castigo consistia em sustentar uma grande pedra sobre a cabeça e, tomado por imensa sede e fome que não podia saciar, procurava amenizar colhendo algum dos frutos que brotavam acima de si; mas os frutos se afastavam quando ele estava prestes a colhê-los.

### Sísifo
Sísifo fora um rei de Corinto, e procurou enganar e se aproveitar dos próprios deuses maiores: primeiro, testemunhara Zeus raptando Egina, a filha de Asopo e, em troca da revelar ao pai o nome do raptor, obteve dele favores. Para se vingar, Zeus enviou-lhe Tânatos, a morte, mas Sísifo prendeu-o com correntes, de forma que durante esse tempo ninguém mais morria — o que levou Hades pedir providências. Zeus então liberta a Morte, que para início leva o próprio Sísifo mas este, espertamente, ordenara à esposa que não lhe prestasse as honras fúnebres. Como não poderia permanecer no mundo dos mortos assim desprovido dos rituais, solicitou ao deus do submundo para voltar à vida e castigar a mulher, o que foi-lhe permitido —  mas era mais um logro. O deus ctônio, então, enviou-lhe novamente Tânato, que o mata definitivamente. Foi levado ao Tártaro, onde tinha por tarefa empurrar uma rocha até o topo de um monte; mas, passando o dia todo neste afã, quando descansava à noite a pedra voltava a rolar até a base da montanha — de modo que tinha de começar tudo novamente, todos os dias. Deu origem à expressão trabalho de Sísifo para designar tarefas intermináveis.

### Íxion
Rei da Tessália também ultrajara aos deuses, sendo portanto condenado a ser amarrado, tendo serpes por cordas, a uma roda de moinho, que um vento fazia girar eternamente.

### Danaides
As filhas do rei Dánao, condenadas por assassinarem seus maridos, tiveram por punição o trabalho de carregar água até um ponto, usando para isto peneiras, ou jarras furadas, de sorte que a tarefa jamais se concretizava..

## Hades, Zeus e Posídon: hipótese da trindade

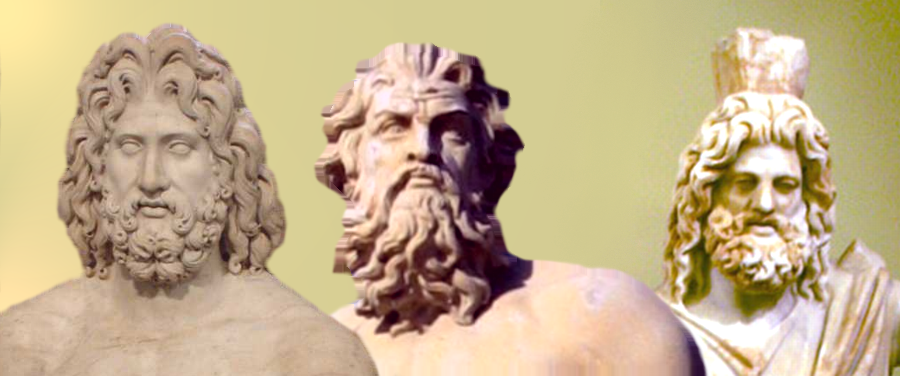
Zeus, Posídon e Hades, em três esculturas distintas, revelam as semelhanças entre as divindades.

Para René Menard, a figura de Hades representa, junto ao irmão Posídon, um mero desdobramento da personalidade de Zeus. Tem a fundamentar tal premissa os escritos de Proclo, segundo o qual eram eles uma tríade demiúrgica, formando um deus único e triplo ao mesmo tempo; sendo o autor pós-cristianismo, contudo, a ideia da trindade poderia ser posta em suspeição — mas ela encontra respaldo em relatos antigos feitos por Pausânias e por Ésquilo, filho de Eufório.
Assim, segundo Pausânias, havia uma estátua arcaica de madeira que vira no templo de Zeus em Lárissa e que pertencera anteriormente a Príamo, depois a Estênelo como despojo, representando o deus maior com três olhos, explicando tal singularidade: "todos concordam em que Júpiter reina nos céus. Reina também sobre a terra, pelo menos segundo o que afirma Homero no seguinte verso: 'Júpiter subterrâneo e a augusta Prosérpina'. Finalmente, Ésquilo, filho de Eufório, dá também o nome de Júpiter ao deus que domina o mar. O que representou Júpiter com três olhos quis, pois, evidentemente dar a compreender que a mesma divindade é que governa as três partes de que se compõe o império do mundo".
Menard conclui que os artistas antigos não aceitaram representar um "deus triforme", porque a sua "estranha concepção mais se aproxima do temperamento da Índia que do da Grécia". Mas realça que, ainda assim, todas as representações feitas são de indivíduos que demonstram a mesma identidade: na estatuária, embora representando os três isoladamente, dava-lhes uma compleição uniforme; um vaso trazia pintado um Zeus triplo: três personagens iguais lado a lado, com mesma idade e roupas.
Conclui o autor que a distinção entre Zeus e seus dois irmãos só é possível nas obras antigas se se apreciar os atributos que as acompanham: para Posídon, o tridente; para Zeus, o raio; e, para Hades, a companhia do cão tricéfalo. Mas todos com a mesma idade, feições, fisionomia.
Robert Graves diz, também, que se assemelham à trindade masculina védica, formada por Mitra, Varuna e Indra que, informa, aparecem num manuscrito hitita de cerca de 1 380 a.C.; ressalva, contudo, que estes mitos parecem refletir as três invasões helênicas: jônia, eólia e aqueia. Noutra obra Graves aventa a teoria de que essa trindade deriva do processo de invasão de alguma tribo ariana a povos que tinham adoração pela "deusa-mãe" personificada pela Lua: ocorria o casamento do chefe invasor com a sacerdotisa da Lua e rainha do povo conquistado - a Lua, com suas três fases (crescente, cheia e minguante), revelava deusas em tríade que forçava a divisão do deus forasteiro também numa tríade. Esta teoria explicaria figuras como o Gerião de três corpos, e que foi o primeiro rei da Espanha, o Cernuno tricéfalo dos gauleses, os irlandeses Brian, Iuchar e Iucharba e, finalmente, os irmãos gregos Zeus, Posídon e Hades. Estes três se casaram com a divindade feminina pré-grega da Lua, representada em seu triplo aspecto como Rainha dos Céus, Rainha do Mar e Rainha do Submundo.

## Influências modernas
O mito de Hades apresenta algumas interpretações e usos culturais recentes.

### Literatura
O escritor brasileiro Monteiro Lobato trouxe o mito grego para a literatura infantil, criando uma viagem no tempo até Os Doze Trabalhos de Hércules, em versão que conta com a participação dos meninos do Sítio do Picapau Amarelo e da boneca Emília. Nesta obra Lobato define Hades, na boca do personagem Minervino: "É irmão de Zeus e Posídon, de Hera e Deméter. Filho do Titã Cronos, que é o Tempo. Na repartição do mundo coube-lhe o reino dos infernos subterrâneos, de onde só saiu uma vez  aqui para raptar Perséfone, filha de Deméter, com a qual se casou."
Quando finalmente entram no Reino dos Mortos Lobato descreve o palácio subterrâneo e suas paisagens. Diante de Hades a boneca Emília sente medo - "Foi uma das raras vezes em que realmente teve medo."
Hades é um dos personagens da série Percy Jackson & the Olympians, do autor estadunidense Rick Riordan que, traz o mundo mítico grego para os tempos atuais. O personagem-título é filho "meio-sangue" ou "semideus" de Posídon, e, uma vez que não é um mortal comum tem problemas na escola, o que de certa forma o leva a frequentar um acampamento para jovens semideuses, dentre as quais Annabeth, filha de Atena, e Grover, um jovem sátiro.

### Psicanálise
O psicanalista Joseph Henderson associa o mito do rapto de Perséfone por Hades a uma lenda cigana, em que uma mulher conhece um forasteiro e, apesar de haver num sonho previsto que morreria se soubesse quem ele era, insiste em saber sua identidade. Para ele, as duas histórias refletem o papel do animus em refrear na mulher o contato com as coisas do mundo, da realidade da vida, e que lhes é passado pela figura paterna.
Se a figura de Hades não inspirou uma tipificação psicanalítica, o mesmo foi apreciado sob a ótica analítica, no trabalho de Fábia Rímini. Segundo ela, pela tipologia Myers, o deus dos ínferos possui uma descrição INTJ - onde IN revela que a função interna é predominante; N, que vive não a realidade concreta, mas o plano intuitivo, das imagens, falando por alegorias, sendo fiel ao mundo subterrâneo e a Perséfone; T, é pensamento: Hades é juiz dos juízes, racional, tem por meta a realidade objetiva. Como todo introvertido, o deus usa a intuição combinada com o raciocínio, encontrando soluções lógicas e engenhosas. J é a atitude julgadora, onde "isola a percepção, ordena a vida, acreditando que esta deveria ser orientada e decidida."

### Cinema e televisão
Hades e sua função de rei do mundo inferior é representado em várias obras cinematográficas.
Alusões são feitas em filmes como Covert One: The Hades Factor (br/pt: O Fa(c)tor Hades), ficção científica de 2006, ou no épico britânico de 1981, Clash of the Titans (br: Fúria de Titãs / pt: Choque de Titãs) e sua refilmagem de 2010, Clash of the Titans (br: Fúria de Titãs / pt: Confronto de Titãs), onde o heroi Perseu peregrina no submundo.
Também em 2010 Hades reaparece no filme, baseado no livro homônimo, Percy Jackson & the Olympians: The Lightning Thief (br/pt: Percy Jackson e o Ladrão de Raios / Percy Jackson e o Ladrão do Olimpo). O deus, interpretado por Steve Coogan, é uma das personagens principais, e o mundo inferior, governado por seu genial hospedeiro, não se revela tão assustador.

#### Animação
Em 1934 Walt Disney realizou um curta-metragem animado com o objetivo de preparar seus estúdios para a animação da figura humana, a fim de concretizar a filmagem do conto dos Irmãos Grimm, Branca de Neve; assim, na série Silly Symphonies, realizou A Deusa da Primavera, onde recria o rapto de Perséfone, e traz Hades personificado como o diabo.
O filme de animação da Walt Disney Pictures Hércules, de 1997, traz Hades como o antagonista principal do herói grego; ao contrário do mito real, onde o deus confunde-se e/ou foi sempre aliado de Zeus, nesta ficção planeja o domínio do Olimpo, inclusive libertando os titãs - seus antigos adversários. Esse papel antagônico também foi mantido na série de animação que lhe seguiu - Hercules. Nesta ficção Hades, um deus irascível, cruel e ambicioso, planeja destronar Zeus, contando com dois auxiliares trapalhões - Dor e Pânico - que envia para tirar Hércules de seu caminho.
O animê (e também sua variante em mangá) Cavaleiros do Zodíaco traz uma série de episódios intitulada Saga de Hades, com capítulos tais como Mundo dos mortos, com personagens conhecidos por Espectros de Hades, criados por Masami Kurumada e Shiori Teshirogi.